# Martin Merrild
Martin Merrild (født 25. marts 1955 i Vildbjerg) er en dansk landmand og politiker, der fra 2006 til 2009 var borgmester i Struer Kommune, valgt for Venstre. Fra juni 2010 til februar 2013 var han formand for Fjerkrærådet. Han var desuden viceamtsborgmester i Ringkjøbing Amt fra 2002 til 2007. 
Fra november 2012 til november 2020 var han formand for Landbrug & Fødevarer
Merrild er søn af fhv. gârdejer Laust Merrild og hustru Ruth f. Thomsen (død 1989) og er oprindeligt uddannet landmand. Han blev i 1977 agrarøkonom og senere merkonom i finansiering. Han driver en gård i Kvium mellem Struer og Holstebro med produktion af kyllinger og mink. Siden han blev selvstændig landmand i 1982 har han bestridt flere poster i landbrugets organisationer; først som formand for Struer Landboforening fra 1987, senere som formand for Landboforeningerne i Ringkøbing Amt og fra 1994 som formand for Dansk Erhervsfjerkræ. I 1992 blev han medlem af bestyrelserne for De Danske Landboforeninger og Landbrugsraadet og var desuden formand for Dansk Landbrugsrådgivning i nogle år. I 1995 var han en af tre kandidater til posten som formand for Landbrugsraadet. I juni 2010 blev han formand for Fjerkrærådet. I november 2012 blev han valgt som formand for Landbrug & Fødevarer.
Partipolitisk blev han som ung aktiv i Venstres Ungdom, hvor han sad i landsledelsen. Han blev valgt til Ringkjøbing Amtsråd i 2001 og blev derefter viceamtsborgmester. Han var amtsrådsmedlem frem til amtets nedlæggelse i 2007. Fra 2006 til 2009 var han borgmester i Struer Kommune. 
Han har bl.a. siddet i repræsentantskaberne for Den Kgl. Veterinær- og Landbohøjskole, Topdanmark og Midtbank, ligesom han har været medlem af styrelsesrådet i Nykredit. Han er desuden medlem af Rotary. I 2001 blev han Ridder af Dannebrog.